# Frank Förster (Historiker)
Frank Förster (* 3. Juli 1937 in Muskau; † 13. Mai 2011 in Radebeul) war ein deutsch-sorbischer Historiker und Volkskundler.

## Leben und Wirken
Förster war der älteste Sohn des sorbischstämmigen Studienrats Herbert Förster, der auch als Heimatforscher zur Muskauer Heide arbeitete. Nach seinem Abitur in Weißwasser studierte Förster 1955 Geschichte an der Pädagogischen Hochschule Potsdam sowie ab dem Folgejahr an der Philosophischen Fakultät der Universität Leipzig, dort ergänzt durch Sorabistik (Wissenschaft der sorbischen Sprache und Literatur) einschließlich sorbischer Volkskunde. Einer seiner Lehrer war Pawoł Nedo, ein Bekannter seines Vaters. Förster trat dem sorbischen Studentenverein Sorabija bei.
Ab 1960 arbeitete Förster am Institut für sorbische Volksforschung in Bautzen bei Pawoł Nowotny. Innerhalb der Abteilung Geschichte arbeitete Förster unter anderem am Band 2 der Geschichte der Sorben (1974), an der Dorfmonographie Groß Partwitz (1976) und an ethnosozialer Gegenwartsforschung mit. Seine daraus entstandene Habilitationsschrift zur „sozialen Struktur ländlicher Industriearbeiter im gemischtnationalen Teil des Lausitzer Braunkohlereviers“ aus dem Jahr 1972 wurde wegen der aktuellen Statistiken zu DDR-Zeiten als vertraulich eingestuft und durfte nicht veröffentlicht werden. Lediglich seine Dissertation von 1967 zur Wirtschaftsgeschichte beider Lausitzen in älterer Zeit (Zur Geschichte des Senftenberger Braunkohlenreviers von 1890 bis 1914) war unkritisch und durfte 1968 publiziert werden. Förster arbeitete als Redaktionssekretär an der historischen Reihe (B) von Lětopis, wurde 1977 Leiter der Abteilung Volkskunde sowie stellvertretender Direktor. 1984 verlieh ihm die Akademie der Wissenschaften der DDR den Titel eines Professors für sorbische Geschichte.
Ab 1992, nach der Neugründung des Sorbischen Instituts, forschte und publizierte Förster weiter zum Lausitzer Braunkohlenrevier und dessen abgebrochenen Orten, seine Schrift Verschwundene Dörfer. Die Ortsabbrüche des Lausitzer Braunkohlenreviers bis 1993 wurde zum „wissenschaftlichen Bestseller“. Mit dem Ergänzungsband Bergbau-Umsiedler. Erfahrungsberichte aus dem Lausitzer Braunkohlenrevier von 1998 hielt er 30 mündliche Überlieferungen für die Nachwelt fest. 1995 konnte er auch endlich eine Kurzfassung seiner zu DDR-Zeiten gesperrten Habilitationsschrift veröffentlichen. Neben seiner Forschung lehrte er regelmäßig sorbische Geschichte am Institut für Sorabistik in Leipzig. In den 1990er Jahren begann er auch, sich mit der Wenden-Geschichte zur Zeit des Nationalsozialismus zu beschäftigen. Daraus entstand sein Buch Die „Wendenfrage“ in der deutschen Ostforschung 1933–1945. Die Publikationsstelle Berlin-Dahlem und die Lausitzer Sorben aus dem Jahr 2007.
Mit 65 Jahren wurde Förster pensioniert; er ließ sich in Radebeul bei Dresden nieder, wo er weiter an seinen Forschungen zu den Wenden während des Nationalsozialismus arbeitete. Es war ihm noch vergönnt, seine Erkenntnisse 2007 als Buch herauszugeben.

## Schriften (Auszug)
- Senftenberger Revier 1890–1914. Zur Geschichte der Niederlausitzer Braunkohleindustrie vom Fall des Sozialistengesetzes bis zum Ausbruch des ersten Weltkrieges. (= Schriftenreihe des Institutes für sorbische Volksforschung in Bautzen. Band 37). Hrsg. Deutsche Akademie der Wissenschaften zu Berlin. Domowina-Verlag, Bautzen 1968 (zugleich Diss. am Institut für sorbische Volksforschung, Bautzen).
- Lotar Balke und Albrecht Lange: Sorbisches Trachtenbuch. Unter Mitarbeit von Frank Förster. Domowina-Verlag, Bautzen 1985.
- Um Lausitzer Braunkohle 1849–1945. Hrsg. Kommission zur Erforschung der Geschichte der Örtlichen Arbeiterbewegung des Bezirksvorstandes Cottbus der PDS in Zusammenarbeit mit dem Institut für Sorbische Volksforschung der Akademie der Wissenschaften der DDR und des Volkseigenen Braunkohlenkombinats Senftenberg. Domowina-Verlag, Bautzen 1990, ISBN 3-7420-0525-1.
- Verschwundene Dörfer. Die Ortsabbrüche des Lausitzer Braunkohlereviers bis 1993. (= Schriften des Sorbischen Instituts. Band 8). Domowina-Verlag, Bautzen 1995, ISBN 3-7420-1623-7.
- Bergbau-Umsiedler. Erfahrungsberichte aus dem Lausitzer Braunkohlenrevier. (= Schriften des Sorbischen Instituts. Band 17.) Domowina-Verlag, Bautzen 1998, ISBN 3-7420-1763-2.
- Die „Wendenfrage“ in der deutschen Ostforschung 1933–1945. Die Publikationsstelle Berlin-Dahlem und die Lausitzer Sorben. (= Schriften des Sorbischen Instituts. Band 43). Domowina-Verlag, Bautzen 2007, ISBN 978-3-7420-2040-6.
- Verschwundene Dörfer im Lausitzer Braunkohlerevier. (= Schriften des Sorbischen Instituts. Band 8). Bearb. von Robert Lorenz, 3., bearb. und erw. Auflage. Domowina-Verlag, Bautzen 2014, ISBN 978-3-7420-1623-2.